# Anđelko Voršak
Anđelko Voršak, auch Engelberto Voršak, (* 7. November 1844 in Ilok; † 22. August 1921) war ein transleithanischer Geistlicher.
Voršak wurde am 22. Mai 1869 zum Priester für das Bistum Bosna et Srijem geweiht. Papst Leo XIII. ernannte ihn am 24. März 1898 zum Titularbischof von Zenopolis in Isauria und Weihbischof in Bosna et Srijem. Josip Juraj Strossmayer, Bischof von Bosna et Srijem, spendete ihn am 19. Mai 1898 die Bischofsweihe. Mitkonsekrator war Josef Stadler, Erzbischof von Vrhbosna.